# صد خشت و سفال
صد خشت و سفال (فرانسوی: Cent briques et des tuiles‎) فیلمی فرانسوی و محصول سال ۱۹۶۵ میلادی است.